# Сергачов Михайло Олександрович
Михайло Олександрович Сергачов (рос. Михаи́л Алекса́ндрович Сергачёв, нар. 25 червня 1998, Нижньокамськ) — російський хокеїст, захисник клубу НХЛ «Тампа-Бей Лайтнінг». Гравець збірної команди Росії.
Володар Кубка Стенлі.

## Ігрова кар'єра
Вихованець казанського хокею. Хокейну кар'єру розпочав 2014 року виступами за місцевий клуб «Ірбіс» в молодіжній хокейній лізі. 
З 2015 року захищає кольори юніорської команди «Віндзор Спітфайрс» (ОХЛ).
2016 року був обраний на драфті НХЛ під 9-м загальним номером командою «Монреаль Канадієнс». 1 липня 2016 укладає контракт на три роки з «канадцями».
13 жовтня 2016 дебютує в складі «Монреаля» в матчі проти «Баффало Сейбрс». 31 жовтня Сергачова повернули до складу «Віндзор Спітфайрс», де він і дограв сезон 2016/17, став переможцем Меморіального кубку та увійшов до складу всіх зірок турніру.
15 червня 2017 захисника обміняли на нападника клубу «Тампа-Бей Лайтнінг» Джонатана Друена.
6 жовтня 2017 він дебютує в складі «Лайтнінг» в матчі проти «Флорида Пантерс». 9 жовтня 2017 забиває свій перший гол, а згодом закинув і другу зробивши таким чином дубль в матчі з «Колумбус Блю-Джекетс». У наступних двох матчах продовжив голеву серію відзнавшись по голу проти «Піттсбург Пінгвінс» та «Кароліна Гаррікейнс». У квітні 2018 провів перші матчі в Кубку Стенлі, загалом цей сезон став більш вдалим ніж дебютний. 
13 січня 2018 року департамент безпеки НХЛ оштрафував Сергачова на $ 2,403.67.
28 вересня 2020 року в складі «Тампа-Бей Лайтнінг» став володарем Кубка Стенлі.

## На рівні збірних
Був гравцем юніорської збірної Росії, у складі якої брав участь у 10 іграх. 
У складі молодіжної збірної Росії став бронзовим призером чемпіонату світу 2017.
До національної збірної Росії залучається з 2019 року. Бронзовий призер чемпіонату світу 2019 року.

## Нагороди та досягнення
- Володар Кубка Стенлі в складі «Тампа-Бей Лайтнінг» — 2020, 2021.

## Статистика

### Клубні виступи
| Сезон        | Клуб                 | Ліга         | Регулярний сезон | Регулярний сезон | Регулярний сезон | Регулярний сезон | Регулярний сезон | Плей-оф | Плей-оф | Плей-оф | Плей-оф | Плей-оф |
| Сезон        | Клуб                 | Ліга         | І                | Г                | П                | О                | ШХ               | І       | Г       | П       | О       | ШХ      |
| ------------ | -------------------- | ------------ | ---------------- | ---------------- | ---------------- | ---------------- | ---------------- | ------- | ------- | ------- | ------- | ------- |
| 2014–15      | «Ірбіс»              | МХЛ          | 25               | 2                | 6                | 8                | 18               | 2       | 0       | 0       | 0       | 0       |
| 2015–16      | «Віндзор Спітфайрс»  | ОХЛ          | 67               | 17               | 40               | 57               | 56               | 5       | 2       | 3       | 5       | 8       |
| 2016–17      | «Віндзор Спітфайрс»  | ОХЛ          | 50               | 10               | 33               | 43               | 71               | 7       | 1       | 2       | 3       | 10      |
| 2016–17      | «Монреаль Канадієнс» | НХЛ          | 4                | 0                | 0                | 0                | 0                | —       | —       | —       | —       | —       |
| 2017–18      | «Тампа-Бей Лайтнінг» | НХЛ          | 79               | 9                | 31               | 40               | 38               | 17      | 2       | 3       | 5       | 12      |
| 2018–19      | «Тампа-Бей Лайтнінг» | НХЛ          | 75               | 6                | 26               | 32               | 28               | 4       | 1       | 1       | 2       | 0       |
| Усього в НХЛ | Усього в НХЛ         | Усього в НХЛ | 158              | 15               | 57               | 72               | 66               | 21      | 3       | 4       | 7       | 12      |

### Збірна
| Рік                | Команда            | Турнір             | Місце              | І  | Г | П | О | ШХ |
| ------------------ | ------------------ | ------------------ | ------------------ | -- | - | - | - | -- |
| 2014               | Росія              | U17                | 1                  | 6  | 1 | 0 | 1 | 8  |
| 2015               | Росія              | ЮЧС18              | 5-е                | 5  | 0 | 0 | 0 | 0  |
| 2016               | Росія              | ЮЧС18              | 6-е                | 5  | 0 | 0 | 0 | 8  |
| 2017               | Росія              | МЧС                | 3                  | 7  | 1 | 0 | 1 | 4  |
| 2019               | Росія              | ЧС                 | 3                  | 10 | 1 | 6 | 7 | 0  |
| Молодіжна збірна   | Молодіжна збірна   | Молодіжна збірна   | Молодіжна збірна   | 23 | 2 | 0 | 2 | 20 |
| Національна збірна | Національна збірна | Національна збірна | Національна збірна | 10 | 1 | 6 | 7 | 0  |